# إبراهيما كوناتي
إبراهيما كوناتي (بالفرنسية: Ibrahima Konaté؛ مواليد 25 مايو 1999) هو لاعب كرة قدم فرنسي من أصول مالية يلعب في مركز قلب الدفاع لصالح نادي ليفربول في الدوري الإنجليزي الممتاز والمنتخب الفرنسي.

## النشأة
ولد كوناتي في 25 مايو 1999 في باريس ب‍فرنسا.  كبر وترعرع في الدائرة الحادية عشرة في باريس وكان ثاني أصغر طفل من بين أشقائه من والدين من مالي.
ديانته الإسلام. خارج عالم كرة القدم، كوناتي من محبي الأنمي و‌المانغا، مشيرًا إلى "هجوم العمالقة" كمسلسله المفضل.

## مسيرته الكروية

### مسيرة مبكرة
لعب كوناتي في سن المراهقة لفرق الشباب مع نادي باريس. عندما كان في الرابعة عشرة من عمره، غادر إلى سوشو وانضم إلى أكاديميتهم في سن 15. بدأ مسيرته ك‍مهاجم قبل أن يغير مركزه إلى الدفاع.

### سوشو
في 7 فبراير 2017، كانت أول مواجهة خاضها كوناتي مع الفريق الأول ل‍نادي سوشو كانت في الخسارة 0–1 أمام نادي أوكسير في الدوري الفرنسي الدرجة الثانية.

### آر بي لايبزيغ
بعد موسم أول ناجح، مع 12 مباراة وهدف واحد في نصف موسم، انضم كوناتي إلى آر بي لايبزيغ في الدوري الألماني في 12 يونيو 2017 بعقد لمدة خمس سنوات في انتقال المجاني. كوناتي سجل أول هدف له مع لايبزيغ في الفوز 0–4 أمام فورتونا دوسلدورف.

### ليفربول
في 28 مايو 2021، أعلن نادي ليفربول أنهم توصلوا إلى اتفاق مع آر بي لايبزيغ للحصول على خدمات كوناتي في 1 يوليو. وقام النادي بتلبية المطالب الشخصية للاعب في أبريل، 
وكانت قيمة الصفقة حوالي 36 مليون جنيه إسترليني. في 18 سبتمبر 2021، ظهر كوناتي في الدوري الإنجليزي الممتاز لأول مرة، حيث بدأ بجانب فيرجيل فان دايك، وحافظ على شباكه نظيفة في الفوز 3–0 أمام كريستال بالاس. لعب مباراته الثانية للموسم بالشراكة مع فيرجيل فان دايك في أول مباراة ديربي شمال غرب إنجلترا الموسم ، الذي فاز فيه ليفربول على مانشستر يونايتد 5-0.  كانت هذه أكبر هزيمة ل‍مانشستر يونايتد أمام ليفربول منذ عام 1895 وأعنف هزيمة يتعرض لها مانشستر يونايتد دون تسجيل أي هدف منذ عام 1955. نال كوناتي استحسان المعجبين لكيفية تعامله مع لاعبين نجوم مثل كريستيانو رونالدو وبرونو فيرنانديز وظهر أيضًا في فريق الأسبوع الذي قدمه غارث كروكس، حيث قال كروكس عن كوناتي، "بدون استعراض أو مهارات لكنه يستخدم قوته إلى أقصى حد. وقد أظهر ذلك في مباراته ضد مانشستر يونايتد، مايسون غرينوود وكريستيانو رونالدو و‌ماركوس راشفورد بالكاد استطاعوا التسديد على المرمى".
في 5 أبريل 2022، سجل كوناتي هدفه الأول مع ليفربول في دوري أبطال أوروبا، بضربة رأس في الفوز 3–1 خارج الأرض ضد نادي  بنفيكا في ذهاب ربع النهائي.
غاب كوناتي عن بداية موسم 2022–23 بسبب الإصابة.

## مسيرته الدولية
تلقى كوناتي استدعائه الأول ل‍منتخب فرنسا في 4 يونيو 2022 وذلك في بطولة دوري الأمم الأوروبية، ليحل محل رافاييل فاران  بسبب الإصابة. ظهر لأول مرة في مباراة كاملة دوليًا في 10 يونيو بالتعادل 1–1 أمام النمسا. في 9 نوفمبر، قام ديدييه ديشامب بضم كوناتي إلى التشكيلة الأساسية لفرنسا التي ستلعب كأس العالم 2022 ب‍قطر، حيث قدم كوناتي اداءًا اسطوريًا في البطولة وساعد فرنسا في الوصول إلى النهائي والتي انتهت بخسارة فرنسا أمام الأرجنتين في ركلات الترجيح بعد التعادل بنتيجة 3–3.

## أسلوب لعبه

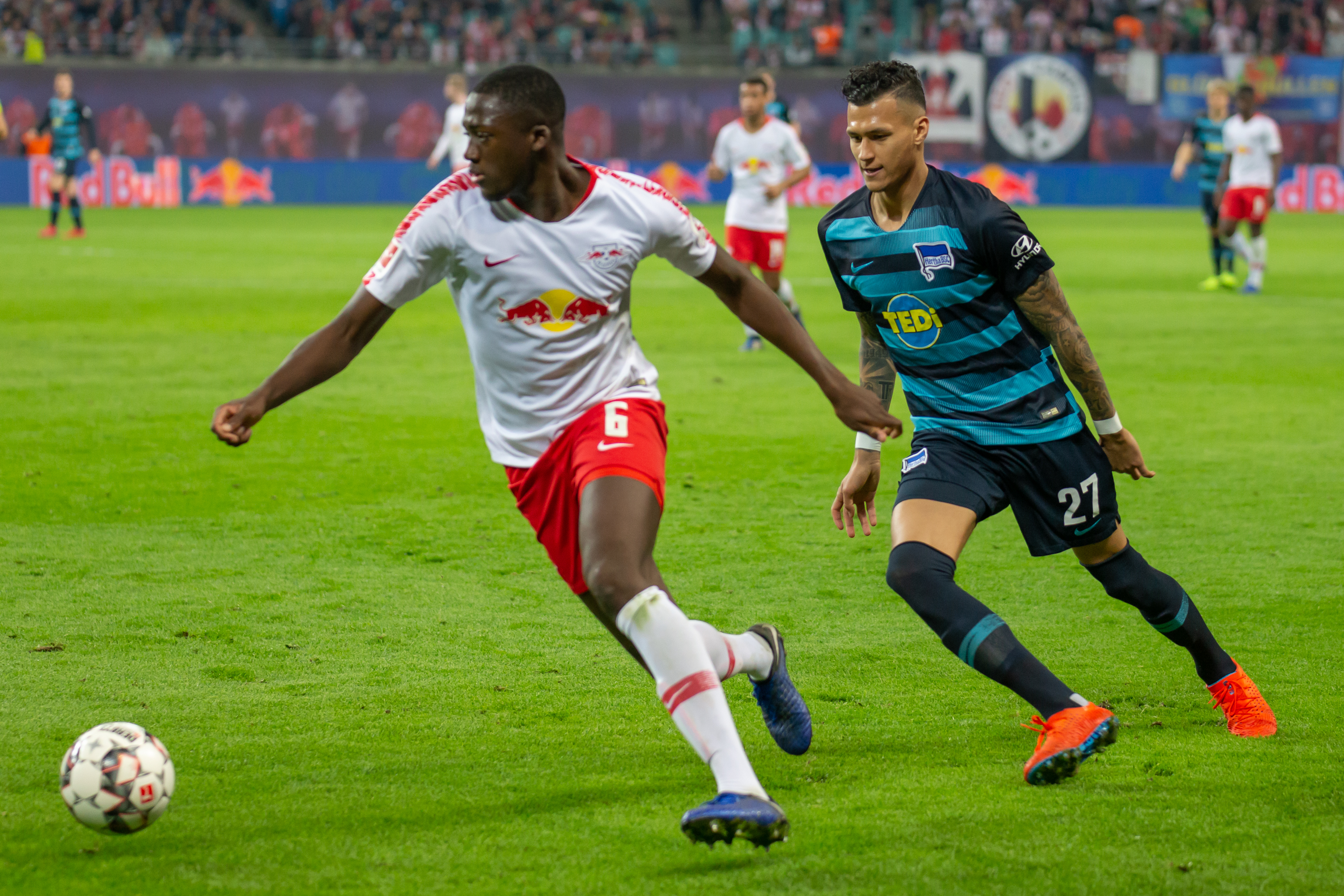
كوناتي يلعب مع آر بي لايبزيغ عام 2019

تمت مقارنة كوناتي ب‍فيرجيل فان دايك بسبب تمركزه الرائع وتدخلاته الحاسمة وسرعته وقوته. قال غويدو شافر عن كوناتي: "إنه طويل وسريع وذو أسلوب جيد وهو يشبه فيرجيل فان ديك. لديه إمكانيات عالية للغاية. إنه رياضي رائع، لديه سرعة جيدة ولا توجد تدخلات سخيفة إنه لاعب ذكي". كوناتي معروف أيضًا بتمريراته وقوته وقدرته على استغلال الألعاب الهوائية لصالحه.

## الإحصائيات

### النادي
آخر تحديث 30 أبريل 2021. 
| النادي        | الموسم   | الدوري                        | الدوري | الدوري  | الكأس الوطني | الكأس الوطني | كأس الدوري | كأس الدوري | قاري   | قاري    | أخرى   | أخرى    | المجموع | المجموع |
| النادي        | الموسم   | الدرجة                        | الظهور | الأهداف | الظهور       | الأهداف      | الظهور     | الأهداف    | الظهور | الأهداف | الظهور | الأهداف | الظهور  | الأهداف |
| ------------- | -------- | ----------------------------- | ------ | ------- | ------------ | ------------ | ---------- | ---------- | ------ | ------- | ------ | ------- | ------- | ------- |
| سوشو ب        | 2016–17  | الدوري الفرنسي الدرجة الخامسة | 9      | 1       | —            | —            | —          | —          | —      | —       | —      | —       | 9       | 1       |
| سوشو          | 2016–17  | الدوري الفرنسي الدرجة الثانية | 12     | 1       | 0            | 0            | 1          | 0          | —      | —       | —      | —       | 13      | 1       |
| آر بي لايبزيغ | 2017–18  | الدوري الألماني               | 16     | 0       | 0            | 0            | —          | —          | 4      | 0       | —      | —       | 20      | 0       |
| آر بي لايبزيغ | 2018–19  | الدوري الألماني               | 28     | 1       | 6            | 0            | —          | —          | 9      | 2       | —      | —       | 43      | 3       |
| آر بي لايبزيغ | 2019–20  | الدوري الألماني               | 8      | 0       | 1            | 0            | —          | —          | 2      | 0       | —      | —       | 11      | 0       |
| آر بي لايبزيغ | 2020–21  | الدوري الألماني               | 13     | 1       | 1            | 0            | —          | —          | 6      | 0       | —      | —       | 20      | 1       |
| آر بي لايبزيغ | المجموع  | المجموع                       | 65     | 2       | 8            | 0            | —          | —          | 21     | 2       | —      | —       | 94      | 4       |
| الإجمالي      | الإجمالي | الإجمالي                      | 86     | 4       | 8            | 0            | 1          | 0          | 21     | 2       | 0      | 0       | 116     | 6       |

## وصلات خارجية
- إبراهيما كوناتي على موقع الاتحاد الأوربي (الإنجليزية)
- إبراهيما كوناتي على موقع رابطة كرة القدم الفرنسية للمحترفين (الإنجليزية)
- إبراهيما كوناتي على موقع إي إس بي إن إف سي (الإنجليزية)
- إبراهيما كوناتي على موقع قاعدة بيانات كرة القدم.إي يو (الإنجليزية)
- إبراهيما كوناتي على موقع ليكيب (الفرنسية)
- إبراهيما كوناتي على موقع ناشيونال فوتبول تيمز (الإنجليزية)
- إبراهيما كوناتي على موقع Soccerbase.com (لاعب) (الإنجليزية)
- إبراهيما كوناتي على موقع Soccerway.com (الإنجليزية)
- إبراهيما كوناتي على موقع عالم كرة القدم.نت (الإنجليزية)
- إبراهيما كوناتي على موقع كووورة